# Violeta Andrei

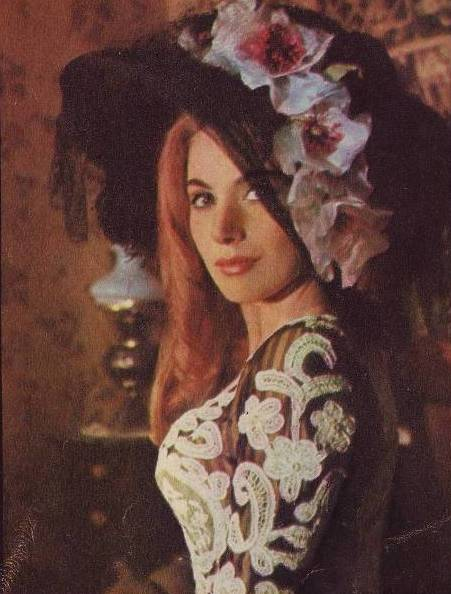
Violeta Andrei în rolul curtezanei Georgeta din filmul Felix și Otilia (1972).

Violeta Andrei (n. 29 martie 1941, Brașov, România) este o actriță română de teatru și film.

## Biografie
Violeta Andrei s-a născut în Brașov. A absolvit cursurile Institutului de Artă Teatrală și Cinematografică din București, în anul 1961, la clasa profesoarei Sorana Coroamă. A debutat la Teatrul Giulești, actualul Teatru Odeon, apoi a interpretat roluri pe scena Teatrului „Lucia Sturza Bulandra” din București. În anul 1990 a fost îndepărtată din Teatrul Bulandra.
A debutat pe ecrane cu filmul Golgota (1966, în regia lui Mircea Drăgan). A jucat în peste 60 de filme românești. Pentru unele roluri și-a realizat singură cascadoriile.
Frumusețea fizică, eleganța vestimentară și rolurile de femeie frivolă au făcut ca Violeta Andrei să cadă în dizgrația Elenei Ceaușescu. Acest fapt a condus la interzicerea actriței, prima dată în anul 1973, după rolurile din filmele Dincolo de nisipuri (film interzis de cuplul prezidențial chiar înainte de premieră, pe motiv de prezentare într-o lumină nefavorabilă a instaurării regimului comunist) și 100 de lei (film de asemenea interzis), și apoi din 1984 până la căderea regimului comunist.
A fost soția ministrului de externe comunist Ștefan Andrei, cu care s-a căsătorit în noiembrie 1961. Are un fiu, Călin, și o nepoată, Anastasia.
Printre pasiunile sale se numără artele plastice, designul interior, designul peisagistic, muzica clasică.

## Roluri în teatru
- Paharul cu apă de Eugène Scribe, 1963 - Abigail
- Gaițele de Alexandru Kirițescu - Zamfira
- Băiat bun... dar cu lipsuri de Nicuță Tănase, 1965 - Ana
- Billy, mincinosul de Keith Waterhouse - Rita
- Mușcata din fereastră de Victor Ion Popa - Olguța
- Sfântul Mitică Blajinul de Aurel Baranga, 1966 - dactilografa
- Procesul Horia de Alexandru Voitin, 1967 - Edith
- Kean de Jean-Paul Sartre - Fanny
- Comedie pe întuneric de Peter Shaffer - Carol
- D'ale carnavalului de I. L. Caragiale, 1968 - Didina Mazu
- Povestiri din Pădurea vieneză de Ödön von Horváth, 1971 - Marianna
- Joc de pisici de István Örkény, 1973 - Ilona
- Într-o singură seară de Iosif Naghiu, 1974 - Melania Onofrei
- Ivanov de A. P. Cehov, 1975 - Anna Petrovna
- Militarul fanfaron de Plaut, 1976 - Philcomasia
- Cyrano de Bergerac de Edmond Rostand, 1977 - Roxane
- Menajeria de sticlă de Tennessee Williams, 1978 - Larisa
- Anchetă asupra unui tânăr care n-a făcut nimic de Adrian Dohotaru, 1980 - Dana
- Tartuffe de Molière, 1982 - Mariane
- Cabala bigoților de Mihail Bulgakov - Armanda
- Labyrintul de Eugen Barbu, 1984 - femeia

## Filmografie
- 1966 Golgota
- 1969 Neînfricații (serial TV)
- 1970 Canarul și viscolul
- 1971 Frații
- 1971 Mușatinii (serial TV)
- 1972 Felix și Otilia
- 1972 Astă seară dansăm în familie
- 1973 100 de lei
- 1973 Veronica se întoarce
- 1973 Un august în flăcări (serial TV)
- 1974 Dincolo de nisipuri
- 1974 Trei scrisori secrete
- 1974 Agentul straniu
- 1975 Ștefan cel Mare - Vaslui 1475
- 1975 Nu filmăm să ne-amuzăm
- 1975 Alexandra și infernul
- 1975 Comoara din Carpați
- 1976 Casa de la miezul nopții
- 1976 Revoltă în cosmos (Im Staub der Sterne)
- 1977 Mama
- 1977 Regăsire
- 1978 Eu, tu, și... Ovidiu
- 1978 Aurel Vlaicu – Elena Caragiani-Stoienescu
- 1978 Severino
- 1979 Al patrulea stol
- 1979  Clipa – Ruxandra Mărăcineanu
- 1979 Blauvogel
- 1979 Brațele Afroditei
- 1980 Lumina palidă a durerii
- 1981 Capcana mercenarilor
- 1981 Sing, Cowboy, sing
- 1981 Saltimbancii
- 1981 O lume fără cer
- 1982 Un saltimbanc la Polul Nord
- 1982 Cucerirea Angliei (Guillaume le conquérant)
- 1983 Fram (serial TV)
- 1983 Comoara
- 1983 Amurgul fîntînilor
- 1984 Ca-n filme
- 1985 Rîdeți ca-n viață
- 1990 Flăcăul cu o singură bretea
- 1995 Simpozionul
- 2005 Păcatele Evei
- 2005 Amantul marii doamne Dracula (serial TV)
- 2008 Nimeni nu-i perfect (serial TV)

## Muzică
A înregistrat cântece la radio. A interpretat pentru coloana muzicală a filmelor Veronica și Veronica se întoarce. A scos un disc cu muzică din filme, intitulat "E o stea iubirea - melodii din filme".

## Recunoaștere
- 1979 – Premiul Asociației Cineaștilor din România (ACIN) pentru rolul interpretat în filmul Eu, tu, și... Ovidiu
- Premiul de interpretare feminină, la Festivalul Avellino, pentru prestația din filmul Regăsire
- Premiul Special al Juriului, Saggitario D'Oro, acordat de Academia de Arte de la Roma
- 2017 – Premiul TIFF pentru întreaga carieră[13]